# Станіслав Заленський
Станіслав Заленський ТІ (пол. Stanisław Załęski; 11 вересня 1843, Краків — 23 серпня 1908, Новий Сонч) — польський священник-єзуїт, історик, церковний письменник.

## Життєпис
Народився 11 вересня 1843 року в Кракові. 15 листопада 1857 року вступив до Товариства Ісуса в Баумґартенберґ. Вивчав філософію в Старій Весі (1861—1864) і богослов'я в Кракові (1867—1869). Під впливом Січневого повстання з 1863 року приватно вивчав історію Польщі і в 1864 році став професором польської літертури, а в 1869 році латинської мови в Тернополі. Висвячений на священника у Львові 10 серпня 1870 року. У 1871—1874 і 1876—1879 роках був проповідником і співпрацівником часопису «Przegląd Lwowski». У 1875—1876 роках досліджував архіви у Франції. У 1879—1881 роках був професором літератури й історії в Тернополі. У 1881 році переїхав до Кракова на проповідника і письменника. Співпрацював з редакцією часописів «Misje Katolickie» і «Przegląd Powszechny». Провадив реколекційну діяльність для інтелігенції Галичини, Познанської провінції і Сілезії. Настоятель дому св. Варвари в Кракові (1885—1892), відродив діяльність Марійської дружини і в 1886 році організував перші реколекції для університетської молоді. Настоятель у Новому Сончі (1893—1895) — відбудував резиденцію після пожежі 1894 року. У 1895 році повернувся до Кракова, але через непорозуміння із єпископом Яном Пузиною, змушений був виїхати до Станіслава. У 1894—1895 роках провадив дослідження в Центральному архіві Товариства Ісуса і у Ватиканському архіві. Потім працював у Новому Сончі над першими томами «Jezuici w Polsce» і на сторінках преси провадив боротьбу зі соціалістами. У 1899—1902 роках — настоятель у Львові. Від 1902 року в основному працював у Новому Сончі, але давав також численні реколекції по Галичині і в Познанській провінції, опікувався багатьма товариствами. Опрацював кілька десятків історичних праць. Писав також полемічні, гомілетичні і аскетичні статті.

## Праці
- «Czy jezuici zgubili Polskę?» (Львів 1872),
- «Historia zniesienia jezuitów i jego zachowanie na Białej Rusi» (І том: Львів 1874, ІІ том: Львів 1875),
- «Czerwony klasztor w Pieninach. Szkic historyczny» (Краків 1880),
- «OO. Jezuici we Lwowie» (Львів 1880),
- «Reforma XX. Bazylianów w Polsce w XVII wieku. Szkic historyczny» (Львів 1883),
- «Konferencje i nauki rekolekcyjne» (1887),
- «O masonii w Polsce od roku 1742 do 1822 na źródłach wyłącznie masońskich» (Краків 1889),
- «OO. Jezuici w Stanisławowie: szkic historyczny» (Новий Сонч 1896) — український переклад: Станіслав Заленський. Отці єзуїти в Станиславові / пер. Володимир Полєк, Зеновій Жеребецький. — Івано-Франківськ: «Лілея-НВ», 2010. — 72 с.

Головна праця про єзуїтів «Jezuici w Polsce» (в 5 томах, Львів-Краків 1900—1906) попри відсутність синтетичного підходу надалі залишається цінною публікацією, опертою на архівні джерела, багато з яких втрачені.